# Lijst van volumes van Fibula Pharos
De boekenreeks Fibula Pharos is uitgeven door uitgeverij Fibula-Van Dishoek. Een groot gedeelte van deze reeks is ook uitgegeven in coproductie met uitgeverij Standaard Uitgeverij, onder een andere reeksnaam, namelijk Standaard Ontdekkingen, vertaald uit het Frans (Découvertes Gallimard) uitgegeven door uitgeverij Éditions Gallimard.

## Lijst van volumes
30 boeken in totaal.
| Nederlandse titel                      | Franse titel                                           | Auteur                                 | Vertaler                                    | Jaar van uitgave | ISBN          |
| -------------------------------------- | ------------------------------------------------------ | -------------------------------------- | ------------------------------------------- | ---------------- | ------------- |
| Op zoek naar het vergeten Egypte       | À la recherche de l’Égypte oubliée                     | Jean Vercoutter                        | Marianne Gossije                            | 1990             | 90-269-4128-5 |
| De indianen van Noord-Amerika          | La terre des Peaux-Rouges                              | Philippe Jacquin                       | Jacqueline Wermers                          | 1990             | 90-269-4130-7 |
| De Vikingen, heersers der zee          | Les Vikings, rois des mers                             | Yves Cohat                             | Truus Boot                                  | 1990             | 90-269-4129-3 |
| Naar de bron van de Amazone            | L’Amazone, un géant blessé                             | Alain Gheerbrant                       | Carla Visser-Nanninga                       | 1990             | 90-269-4131-5 |
| Op zoek naar het oude Rome             | À la recherche de la Rome antique                      | Claude Moatti                          | Wim Schot, Regine Dugardyn                  | 1991             | 90-269-6428-5 |
| Marco Polo en de zijderoute            | Marco Polo et la Route de la Soie                      | Jean-Pierre Drège                      | Els van Zoest                               | 1991             | 90-269-6427-7 |
| Het schrift beschreven                 | L’écriture, mémoire des hommes                         | Georges Jean                           | Marianne Gossije                            | 1991             | 90-269-4147-1 |
| De wereld van Alexander de Grote       | De la Grèce à l’Orient : Alexandre le Grand            | Pierre Briant                          | Jan Buitkamp                                | 1991             | 90-269-6437-4 |
| Fossielen                              | Les fossiles, empreinte des mondes disparus            | Yvette Gayrard-Valy                    | Marlies Marbus                              | 1991             | 90-02-19129-4 |
| Heksen en hekserij                     | Les sorcières, fiancées de Satan                       | Jean-Michel Sallmann                   | Hans van Cuylenborg                         | 1991             | 90-269-6438-2 |
| Mohammed, profeet van de islam         | Mahomet, la parole d’Allah                             | Anne-Marie Delcambre                   | Karin Snoep, Iris Börger                    | 1991             | 90-269-6440-4 |
| Pompeji, bedolven stad                 | Pompéi : La cité ensevelie                             | Robert Étienne                         | Hanneke Los                                 | 1991             | 90-269-4146-3 |
| De Azteken en hun beschaving           | Le destin brisé de l’empire aztèque                    | Serge Gruzinski                        | Marianne Gossije                            | 1992             | 90-269-6345-9 |
| De verloren steden van de Maya's       | Les cités perdues des Mayas                            | Claude-François Baudez, Sydney Picasso | Willem Oorthuizen                           | 1992             | 90-269-6267-3 |
| De goudkoorts                          | La fièvre de l’or                                      | Michel Le Bris                         | Hans van Cuylenborg                         | 1992             | 90-269-6348-3 |
| De lokroep van de zeemeermin           | Le chant de la sirène                                  | Vic De Donder                          | Oorspronkelijk uitgegeven in het Nederlands | 1992             | 90-269-6350-5 |
| Het tijdperk van de dinosauriërs       | Le monde perdu des dinosaures                          | Jean-Guy Michard                       | Karin Snoep                                 | 1992             | 90-269-6266-5 |
| De schatkamer van het oude Griekenland | La Grèce antique : Archéologie d’une découverte        | Roland Étienne, Françoise Étienne      | Jan Buitkamp                                | 1993             | 90-269-6346-7 |
| De Etrusken: Het eind van een raadsel? | Les Étrusques : La fin d’un mystère ?                  | Jean-Paul Thuillier                    | Jan Buitkamp                                | 1993             | 90-269-6355-6 |
| De kruistochten                        | L’Orient des Croisades                                 | Georges Tate                           | Jan Buitkamp                                | 1993             | 90-269-6351-3 |
| De ontdekking van de poolstreken       | Le grand défi des pôles                                | Bertrand Imbert                        | Hans van Cuylenborg                         | 1993             | 90-269-6356-4 |
| Het Stenen Tijdperk                    | Au Néolithique : Les premiers paysans du monde         | Catherine Louboutin                    | Karin Snoep, Iris Börger                    | 1993             | 90-269-6352-1 |
| Naar de bronnen van de Nijl            | L’Afrique des explorateurs : Vers les sources du Nil   | Anne Hugon                             | Hans van Cuylenborg                         | 1993             | 90-269-6357-2 |
| Onbekende zeeën                        | Sur des mers inconnues : Bougainville, Cook, Lapérouse | Étienne Taillemite                     | I. de Neve                                  | 1993             | 90-02-19162-8 |
| Cleopatra                              | Cléopâtre, vie et mort d’un pharaon                    | Edith Flamarion                        | Hans van Cuylenborg                         | 1994             | 90-269-6135-9 |
| Mummies                                | Les momies : Un voyage dans l’éternité                 | Françoise Dunand, Roger Lichtenberg    | Hans van Cuylenborg                         | 1994             | 90-269-6136-7 |
| Het goud van Byzantium                 | Tout l’or de Byzance                                   | Michel Kaplan                          | Iris Börger, Karin Snoep                    | 1994             | 90-269-6364-5 |
| Jezus van Nazareth                     | Jésus : Le dieu inattendu                              | Gérard Bessière                        | Hans van Cuylenborg                         | 1994             | 90-02-19735-7 |
| De geschiedenis van het universum      | Le destin de l’univers : Le big bang, et après         | Trịnh Xuân Thuận                       | Niko Kuipers                                | 1994             | 90-269-6359-9 |
| Rembrandt                              | Rembrandt : Le clair, l’obscur                         | Pascal Bonafoux                        | Hans van Cuylenborg                         | 1994             | 90-269-6358-0 |